# 文芸的プログラミング
文芸的プログラミング（ぶんげいてきプログラミング、英: literate programming）とは、
- ドナルド・クヌースの提唱したコンピュータのプログラミングスタイルのこと。
- 「プログラミングは、芸術であり、文学である」と主張するドナルド・クヌースの論文集のこと。上に関する論文も含まれる。

ここでは前者について説明する。

## 概要
通常コンピュータのプログラミングでは、プログラムソースと関連するドキュメントを別々のファイルに記述するが、これには管理や更新内容の反映が負担となる。
この問題に対して、文芸的プログラミングでは、ドキュメントとソースを併記したWEBと呼ばれるメタソースを記述し、そこからドキュメントとソースコードをそれぞれ生成させることで、情報の一体性を高めている(これらのメカニズムをWEBシステムと呼ぶ)。
単にドキュメントとコードが併記されるだけであれば、通常のコメントやPerlなどに見られる埋め込みドキュメントと違いはないが、文芸的プログラミングでは、さらにマクロを利用することで、任意のコード断片にドキュメントを対応させる。これは、いわゆるハイパーリンクに相当し、コードの実行順と関係なく自由な順序で内容を記述することができる。例えば、
```
1.中心アルゴリズム
do_something()は中心となる処理内容である。

<
a routine>
 
=
=

 item.do_something().

2.メインループ
あるコレクションの全ての内容を<中心アルゴリズム>で処理する。
<main> 
=
=

for item in collection
 
<
a routine>
```

のような形態である。これは最終的に
```
for item in collection
  item.do_something().
```

というコードを出力する。
内容への言及を純粋に関連する部分だけを取り出して行うために、コメントとは全く異なる意味作用と見るべきであろう(特に実プログラム中に埋め込まれたコメントは、必要以上に簡略になりがちであるが、記述が中心となる文芸的プログラミングならば、その点は抑制される)。
現実には、変化の激しいソース記述を全て文芸的プログラミングで行うのは無理がある。しかし、複雑なアルゴリズムに関する内容や、配布を意識したオープンソースでは、応用の可能性があるといえる。
クヌースによるオリジナルのWEBシステムでは、PascalコードとTeXフォーマットのドキュメントを生成していた。しかし、文芸的プログラミングの概念は、特定の言語やフォーマットとは独立で、その後各種の言語に多くの移植が行われている。